# Île Hunter (Canada)
Pour les articles homonymes, voir Île Hunter.
L'île Hunter (en anglais : Hunter Island) est une île de la côte de la Colombie-Britannique, au Canada. 